# Mk 47 Striker
Le Mk 47 Striker  est un lance-grenades automatique de calibre 40mm, capable de tirer des grenades intelligentes ou des projectiles non guidés.

## Caractéristiques

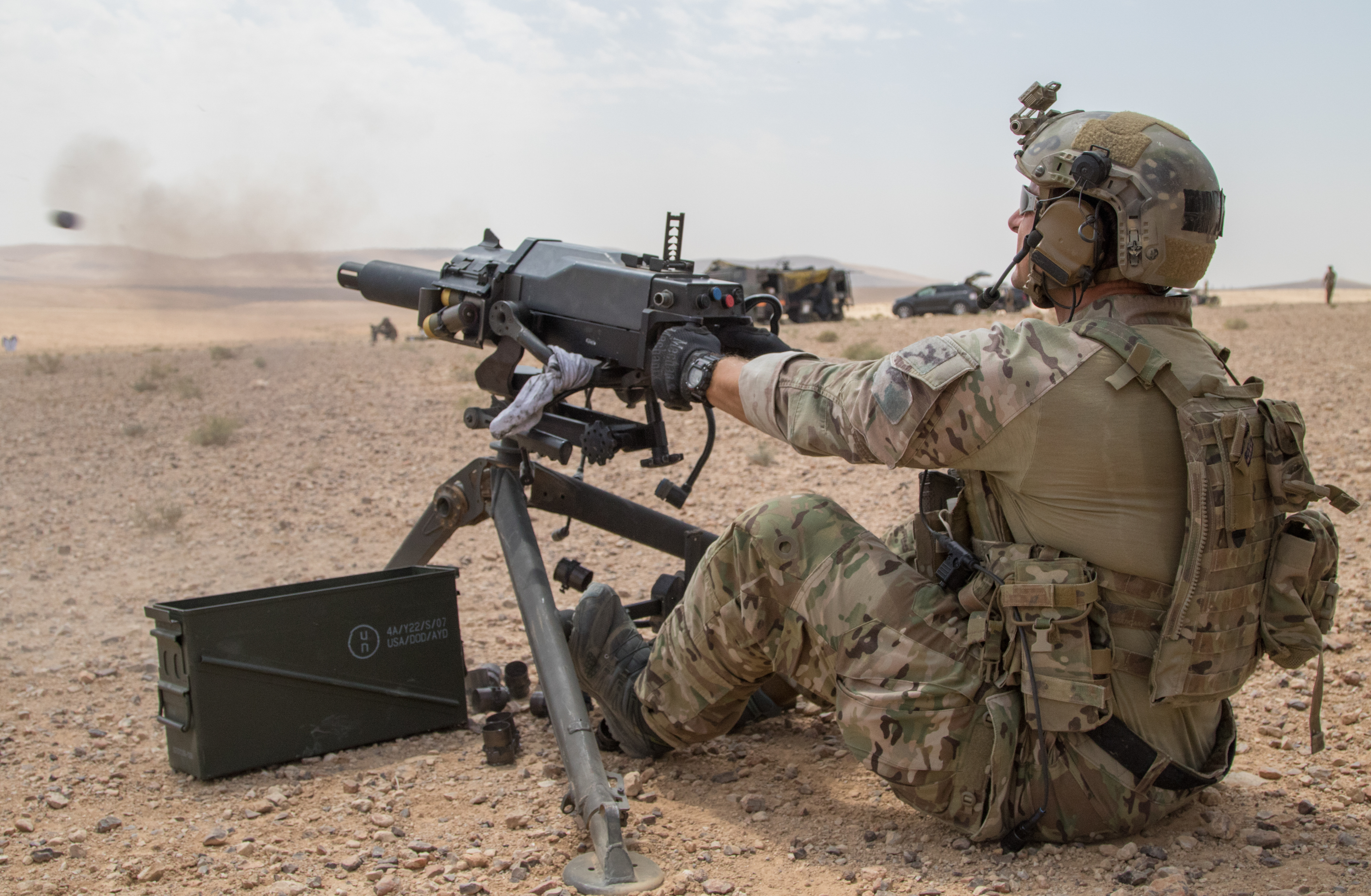
Un soldat du United States Army Special Operations Command durant un exercice en Jordanie le 28 aout 2019.

Le Mk 47 est équipé de systèmes informatiques de visée et de détection de pointe. Il est notamment équipé d'un calculateur balistique, d'un dispositif de vision nocturne et d'un laser de visée. Il est capable de tirer les mêmes obus standards OTAN que le lance-grenades Mk19, ainsi que des grenades MK285 conçues pour exploser en l'air.

## Chronologie du projet
- Juillet 2006 : General Dynamics reçoit 23 millions de $ pour commencer la production. Un plan de production sur 5 ans est prévu, pour un montant allant jusqu'à 82 millions de $. Les travaux ont lieu dans le Maine, à Saco, en partenariat avec Raytheon (à Dallas au Texas)[2].
- Février 2009: General Dynamics reçoit un contrat de 12 millions de $ pour la production du Mk 47[3].

## Utilisateurs
Il y en a environ 1 500 en service dans l'armée américaine en 2015.
- : Un contrat de 47 millions de $ US porte sur 200 unités en remplacement du Mk 19, du troisième trimestre 2016 jusqu'à mi-2017. La version australienne est équipée d'un système de visée comprenant une caméra en couleurs et une image thermique[5],[6],[7].

- : 130 unités sont concernées, en remplacement du Mk 19, pour un montant de 24,9 millions de $, annoncé en 2010. Les livraisons commencent en janvier 2012 et sont terminées en août de la même année[8],[9],[10].

- : Les Mk 47 sont en service dans les troupes spéciales de l'armée et de la marine depuis 2006, en Irak et en Afghanistan[11],[12].